# زمین‌لرزه سن سیمون
زمین‌لرزه سن سیمون  در تاریخ ۲۲ دسامبر ۲۰۰۳ میلادی، برابر با ‎۱ دی ۱۳۸۲، ساعت ۱۹:۱۵:۵۶ به زمان یوتی‌سی در آمریکا، منطقه سن سیمون رخ داد. ژرفای این زلزله ۱۶ کیلومتر بود، و بزرگی آن ۶٫۶ در مقیاس Mw اعلام شده‌است. زمین‌لرزه به وقت محلی در روز دوشنبه، ساعت ۱۱ روی داده و منطقه زمانی آن یوتی‌سی -۸ بوده‌است (با لحاظ تغییر ساعت تابستانی).
سازمان زمین‌شناسی آمریکا نیز رومرکز این زمین‌لرزه را در مختصات ۳۵°۴۲′۲۲″شمالی ۱۲۱°۰۶′۰۷″غربی / ۳۵٫۷۰۶°شمالی ۱۲۱٫۱۰۲°غربی و ژرفای آن را در ۷ کیلومتر گزارش کرده‌است. بزرگی برگزیدهٔ این سازمان از میان بزرگی‌های محاسبه‌شدهٔ مختلف ۶٫۶ در مقیاس Mw بوده و از دید اثر، در میان چهار دسته‌بندی «نامحسوس»، «محسوس»، «زیان‌آور» یا «با تلفات»، زلزله را «با تلفات» اعلام کرده‌است.نزدیک به ۴۰ ساختمان در زمین‌لرزه آسیب دیده یا خراب شده‌است.رانش زمین در آن به وجود آمده‌است.روانگرایی در این زمین‌لرزه ایجاد شده‌است.
پروژهٔ «تنسور گشتاور مرکزوار» زاویه‌های (راستا، شیب، ریک) گسل سازندهٔ زمین‌لرزه و صفحه عمود بر آن را (°۲۹۶، °۳۲، °۸۸) یا (°۱۱۹، °۵۸، °۹۲) و نوع گسل را «معکوس» فرارسانده‌است.
شمار کشتگان زلزله حدود ۲ نفر بوده‌است.تعداد زخمیان ۴۰ نفر برآورده شده‌است.بی‌خانمان شدگان نیز ۱۲۰ نفر اعلام شده‌است.